# بخش فندرسک
بخش فِندِرِسک یکی از بخش‌های شهرستان رامیان در استان گلستان ایران است. فندرسک در ۵۰ کیلومتریِ شرقِ گرگانِ کنونی ست و از چندین روستا شامل مازیاران،دارکلاته، سعدآباد فندرسک، جعفرآباد نامتلو، شفیع‌آباد، نقی‌آباد، شیرآباد، بلوچ آباد سیاه خان، بلوچ آباد، رضا آباد و شهر خان ببین تشکیل شده‌است.

## تقسیمات کشوری
- بخش فندرسک شهرستان رامیان به دو دهستان تقسیم می‌گردد:
  - فندرسک جنوبی
  - فندرسک شمالی

شهر: خان ببین و روستاهای آن عبارتند:دارکلاته، نقی‌آباد ـ شفیع‌آباد ـ سعدآباد فندرسک ـ جعفرآبادنامتلو - همت‌آباد - محمدآباد-مازیاران-شیرآباد-رضاآباد-بلوچ آباد-گرادیش-

## جمعیت
بنابر سرشماری مرکز آمار ایران، جمعیت بخش فندرسک در سال۱۳۹۵ برابر با ۳۶۴۷۲ نفر بوده‌است.

## فندرسک یکی از بلوکات استرآباد
در زمان قاجار ایران به ۴ ایالت و ۱۲ ولایت تقسیم شده بود و منطقه یا سرزمین استرآباد یکی از آن ولایات بود که به ۸ یا ۷٫۵ بلوک به نام‌های انزان، سدن رستاق، استراّباد، شاهکوین و ساور، دهات ملک، کتول، فندرسک، و کوهسار تقسیم شده بود.